# Ланди, Шико
Франси́ско Са́кко Ла́нди (порт. Francisco Sacco Landi), более известный под именем Ши́ко[уточнить] Ла́нди, (14 июля 1907 года — 7 июня 1989 года) — бразильский автогонщик. Ланди принял участие в 6 Гран-при чемпионата мира Формулы-1, дебютировав 16 сентября 1951 года на Гран-при Италии 1951 года. Он набрал всего полтора очка за четвёртое место на Гран-при Аргентины 1956 года, где он разделил очки совместно с проведшим вторую часть гонки Джерино Джерини. В честь того, что он набрал первые очки для Бразилии, один из поворотов автодрома Жозе Карлуша Паче назван в его честь.
Ланди стал первым бразильцем в истории, кто провёл гонку Формулы-1 на болиде Ferrari, хотя он и был в частной команде. Также Шико Ланди побеждал на внезачётном Гран-при Бари 1948 года. Завершив карьеру гонщика, стал одной из ключевых фигур в руководстве бразильского автоспорта.

## Результаты в Формуле-1
| Легенда к таблице |                                                                    |
| --- | ------------------------------------------------------------------ |
| В таблице перечислены результаты всех Гран-при Формулы-1, в которых принимал участие гонщик. Строками таблицы являются сезоны, столбцами — этапы чемпионата мира. В каждой клетке указаны сокращённое название этапа и результат, дополнительно обозначенный цветом. Расшифровка обозначений и цветов представлена в нижеследующей таблице. |                                                                    |
| \| Пример \| Описание \| \| ------------ \| ------------------------------------------------------------------ \| \| 1 \| Победитель \| \| 2 \| Второе место \| \| 3 \| Третье место \| \| 5 \| Финишировал, заработав очки \| \| Сход \| Не финишировал, но при этом заработал очки \| \| 12 \| Финишировал, не получив очков \| \| НКЛ \| Финишировал, но не попал в финальную классификацию \| \| 15 \| Участвовал вне зачёта, либо по отдельной классификации \| \| 18 \| Не финишировал, но попал в финальную классификацию \| \| Сход \| Не финишировал \| \| НКВ \| Не прошёл квалификацию \| \| НПКВ \| Не прошёл предквалификацию \| \| ДСК \| Дисквалифицирован \| \| ИСК \| Исключён из протокола соревнований \| \| ТТ \| Заявлен для участия только в тренировках \| \| НС \| Участвовал в квалификации, но не стартовал в гонке \| \| Т \| Травмирован или болен \| \| ОТК \| Отказ от участия \| \| НТР \| Прибыл на соревнования, но на трассу не выезжал \| \| НПР \| Был заявлен в числе участников, но не прибыл к началу соревнований \| \| О \| Соревнования отменены \| \| \| Не участвовал \| \| Поул-позиция \| \| \| Быстрый круг \| \| |                                                                    |
| Пример | Описание                                                           |
| 1 | Победитель                                                         |
| 2 | Второе место                                                       |
| 3 | Третье место                                                       |
| 5 | Финишировал, заработав очки                                        |
| Сход | Не финишировал, но при этом заработал очки                         |
| 12 | Финишировал, не получив очков                                      |
| НКЛ | Финишировал, но не попал в финальную классификацию                 |
| 15 | Участвовал вне зачёта, либо по отдельной классификации             |
| 18 | Не финишировал, но попал в финальную классификацию                 |
| Сход | Не финишировал                                                     |
| НКВ | Не прошёл квалификацию                                             |
| НПКВ | Не прошёл предквалификацию                                         |
| ДСК | Дисквалифицирован                                                  |
| ИСК | Исключён из протокола соревнований                                 |
| ТТ | Заявлен для участия только в тренировках                           |
| НС | Участвовал в квалификации, но не стартовал в гонке                 |
| Т | Травмирован или болен                                              |
| ОТК | Отказ от участия                                                   |
| НТР | Прибыл на соревнования, но на трассу не выезжал                    |
| НПР | Был заявлен в числе участников, но не прибыл к началу соревнований |
| О | Соревнования отменены                                              |
| | Не участвовал                                                      |
| Поул-позиция |                                                                    |
| Быстрый круг |                                                                    |

| Сезон | Команда                   | Шасси          | Двигатель            | Ш | 1     | 2   | 3   | 4   | 5   | 6   | 7        | 8        | 9        | Место | Очки |
| ----- | ------------------------- | -------------- | -------------------- | - | ----- | --- | --- | --- | --- | --- | -------- | -------- | -------- | ----- | ---- |
| 1951  | Частная заявка            | Ferrari 375    | Ferrari 375 4,5 V12  | P | ШВА   | 500 | БЕЛ | ФРА | ВЕЛ | ГЕР | ИТА Сход | ИСП      |          | —     | 0    |
| 1952  | Escuderia Bandeirantes    | Maserati A6GCM | Maserati A6 2,0 L6   | P | ШВА   | 500 | БЕЛ | ФРА | ВЕЛ | ГЕР | НИД 9    | ИТА 8    |          | —     | 0    |
| 1953  | Escuderia Bandeirantes    | Maserati A6GCM | Maserati A6 2,0 L6   | P | АРГ   | 500 | НИД | БЕЛ | ФРА | ВЕЛ | ГЕР      | ШВА Сход |          | —     | 0    |
| 1953  | Scuderia Milano           | Maserati A6GCM | Maserati A6 2,0 L6   | P |       |     |     |     |     |     |          |          | ИТА Сход | —     | 0    |
| 1956  | Officine Alfieri Maserati | Maserati 250F  | Maserati 250F 2,5 L6 | P | АРГ 4 | МОН | 500 | БЕЛ | ФРА | ВЕЛ | ГЕР      | ИТА      |          | 25    | 1,5  |